# Léon Guinotte
Léon Henri Théophile Guinotte (Morlanwelz, 27 oktober 1870 - Brussel, 19 december 1950) was een Belgisch bestuurder en politicus voor de Liberale Partij en vervolgens de PSC.

## Levensloop
Hij was de zoon van Lucien Guinotte en de kleinzoon (langs moederskant) van Théophile Guibal. Hij promoveerde tot doctor in de rechten aan de ULB. Hij huwde met Louise vander Stichelen, dochter van voormalig minister Jules Vander Stichelen. Hij werd bestuurder van verschillende vennootschappen.
In 1907 werd hij verkozen tot gemeenteraadslid van Bellecourt en kort daarop aangesteld tot schepen, een mandaat dat hij uitoefende van 3 januari 1908 tot zijn aanstelling op 24 februari 1908 tot burgemeester van deze voormalige gemeente. een mandaat dat hij uitoefende tot 1943. Daarnaast was hij van 16 juli 1929 tot 8 juli 1931 provinciaal senator  voor de provincie Henegouwen. Op 25 juni 1936 werd hij senator in opvolging van Georges Croquet voor het arrondissement Charleroi-Thuin, en vervolgens van 17 februari 1946 tot 21 mei 1949 voor het arrondissement Brussel.
In 1934 werd hij aangesteld als voorzitter van het Centraal Nijverheidscomité (CNC) in opvolging van Jean de Hemptinne, een functie die hij uitoefende tot 1936. Hij werd in deze hoedanigheid opgevolgd door Lucien Graux.